# Aleksandr Travin
Aleksandr Konstantinovich Travin (cirílico:Александр Константинович Травин) (Moscovo, 23 de julho de 1937 - 15 de fevereiro de 1989) foi um basquetebolista russo que integrou a Seleção Soviética que conquistou a Medalha de prata disputada nos XVIII Jogos Olímpicos de Verão em 1964 realizados em Tóquio.